# 稲核
- 稲核
- 稲㧡

稲核（いねこき）は、長野県松本市安曇の集落の1つであり、1874年（明治7年）に安曇村が発足した際には、その構成4か村の1つであった。集落内を国道158号が貫通し、松本方面から上高地・乗鞍高原・岐阜県方面に向かう際には必ず通過する。

## 概要
安曇地区は、梓川が松本盆地に流れ出る手前から、山奥までの広範な地域で、いくつもの北アルプスの巨峰や上高地・乗鞍高原を含む。稲核は、そのうち島々集落から4kmほど上がった地域にある。梓川に並行してできた山腹の少しばかりの平地に成立した集落である。近世以前には野麦街道沿いの宿泊地としての機能も果たしたが、現在では国道を多くの観光客・物流が通るものの、単なる通過地になってしまっている。稲核ダムの完成により水没・離村した人々も多かった。旧野麦街道である国道158号とその両側に並ぶ集落は、現在のダム水面よりも50～60ｍ高い所にあったので、水没をまぬがれた。
1960年代以前には「稲㧡」と表記されていた。また近世の検地帳では、「手偏」の右側に「實」を書いている。
この地域独自の野菜である稲核菜が住民の手で栽培されており、名産品となっている。
2012年1月現在で、世帯数103、人口247である。
国道158号に面して稲核郵便局がある。

## 交通の要衝
稲核は交通の要衝であり、物資輸送の中継地であった。上流には大野川や奈川の集落しかなく、島々までは4kmあったので宿泊する者もいた。また大野川や奈川から炭などを積み下ろす際は稲核まで運び、ここを中継地として運送を専門にする者に預けることが多かった。しかし1922年（大正11年）に竜島発電所が建設された際には、奈川渡ダムを用水の取入口にしたので、その資材運搬のために道路の大改修が行われた。ついで1924年に奈川渡発電所の工事が始まると、奈川渡まで自動車が通るようになった。このため大野川や奈川などからの荷は奈川渡まで下ろしてトラックに積めばよいことになり、物資輸送の中継地になっていた稲核はその機能を失った。宿機能も同様だった。
- 集落内には国道158号がクランク状になっている箇所が存在する。現在ではカーブの内側だった部分を道路拡幅し、車両が極端に減速しないですむように改修されている。

## 橋場
近世には、稲核を本村とする枝郷「橋場」があった。橋場は距離的には島々に近いが、稲核の枝郷とされた。橋場は梓川の右岸にあり、左岸との間に常時通行可能な雑炊橋があった。このため、近世以前には現在の安曇野市・大町市方面と、松本市・塩尻市方面をいつでも確実につなぐことのできる橋であり、橋場は交通上の要衝であった。このため、松本藩の番所が置かれ、旅人宿や牛宿があった。また、橋場の男性の多くが、曲輪（）杣の仕事に従事していた。曲輪杣は、良質な板材を曲物に加工する仕事である。
1868年（明治2年）に、下流に新淵橋という橋が架けられたので、交通上の要衝としての地位を失い、集落の繁栄に終止符が打たれた。2012年1月現在で、世帯数19、人口47である。

## 教育
- 松本市立安曇小中学校
  - 1967年4月、村立稲核小・中学校と安曇小・中学校を統合し、新たに安曇小・中学校と称した[6]。

## アクセス
鉄道：アルピコ交通上高地線新島々駅より路線バス約15分。

## 観光スポット
- 道の駅風穴の里
- 稲核風穴

## 文献
- 『安曇村誌　第3巻　歴史上』安曇村、1997年3月
- 『安曇村誌　第3巻　歴史下』安曇村、1998年3月